# ملعب آزادي

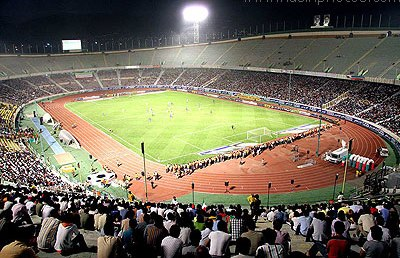
ملعب آزادي في العاصمة الإيرانية طهران

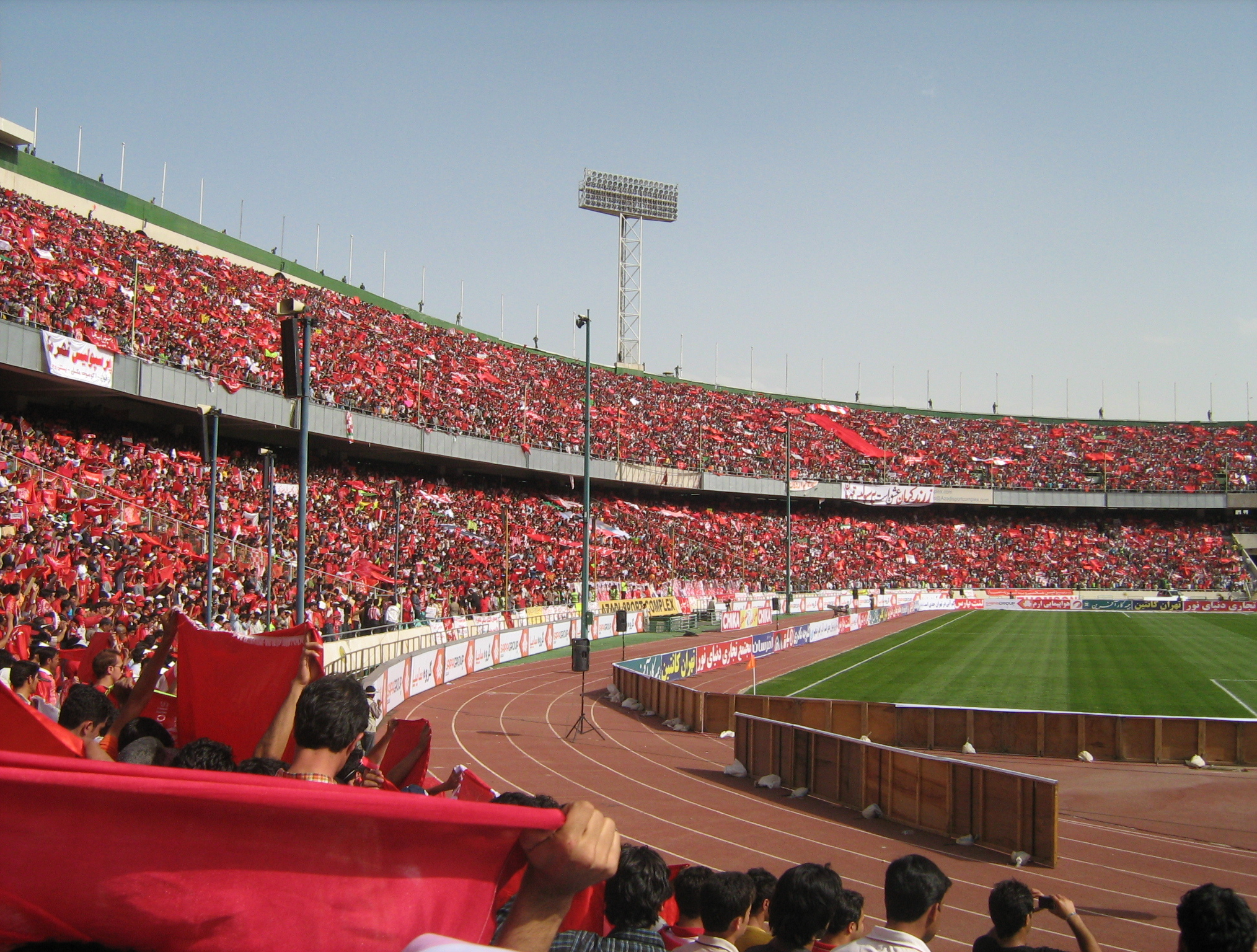
جمهور بيرسبولس (بيروزي) حضروا في المباراة تجاوز عددهم نحو 110.000 متفرج

إستاد آزادي (بالفارسية: ورزشگاه آزادی) عبارة عن ملعب ضخم لرياضة كرة القدم يقع في طهران في إيران وكلمة «آزادي» تعني ال‍«حرية» باللغة العربية. تم بناء الملعب عام 1971م ويتسع لأكثر من 95,225 متفرج.

## المناسبات

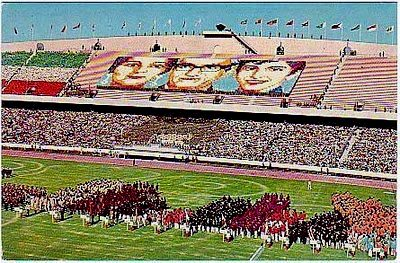
أستضافت دورة الألعاب الآسيوية في ملعب آريامهر (آزادي) عام 1974م.

استضافت بطولة الألعاب الآسيوية سنة 1974م، وأستضيفت بطولة كأس الأمم الأسيوية في إيران سنة 1976م.

## التسمية
بعد تأسيس الملعب الجديد سنة 1971م، أمر الشاه محمد رضا بهلوى بتسمية ملعب أريامهر (بالفارسية: آریامهر)، وبعد وصول الثورة الإيرانية سنة 1979 ، قام جمهورية إيران الإسلامية تغيير اسم الملعب من اسم الملعب «آريامِهر» إلى تسمية ملعب «أزادي».

## تغيرات في الملعب
سنة 2002، وقع تطوير الملعب، و تتمثل التحسينات في تركيب المقاعد في المدارج السفلية، إضافة إلى إنشاء نظام للتدفئة تحت الأرض. و أعلنت إدارة الملعب عن اعتزامها تركيب مقاعد إضافية في الجزء العلوي مستقبلاً، وانتهت أعمال التجديد سنة 2003، وأصبح من أروع الملاعب الإيرانية في الوقت الحالي.

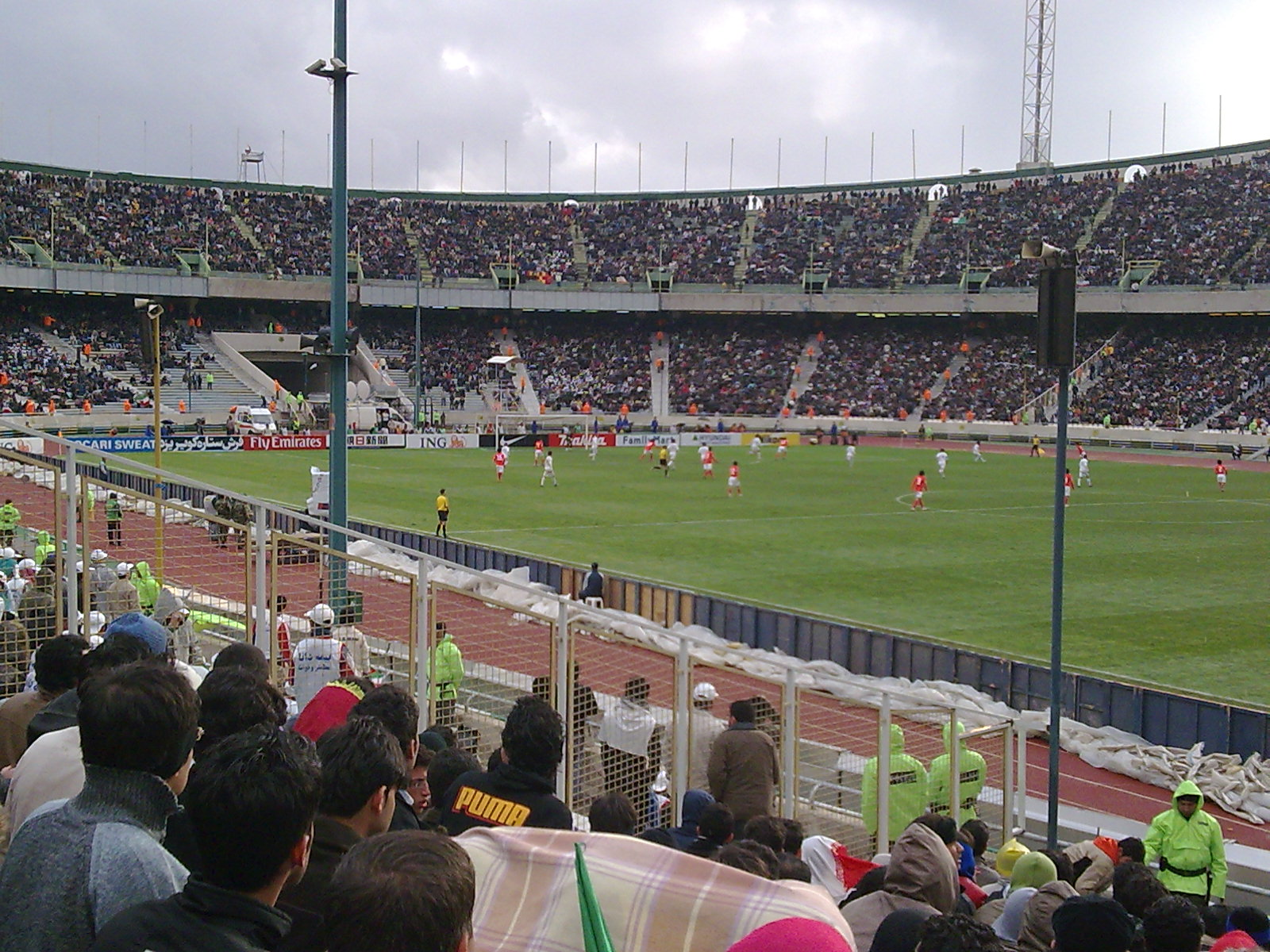
صورة من مباراة تصفيات كأس العالم 2010 بين إيران وكوريا الجنوبية

## أحداث الملعب

### تصفيات كأس العالم
في تصفيات آسيا لكأس العالم 2006، وفي نهاية الجولة الذهاب بين إيران واليابان، سببت أزدحام فوري للمشجعين الإيرانيين، والذي أدى إلى مقتل سبعة أشخاص، معظمهم من المتجمهرين.

### رقم قياسي للجمهور
وصل عدد الجماهير الإيرانية إلى ملعب آزادي في مباراة المنتخب الإيراني أمام نظيره الأسترالي إلى 128.000 ألف متفرج، وذلك في التصفيات الآسيوية المؤهلة لنهائيات كأس العالم 1998 في فرنسا.

## بعض الصور عن الملعب

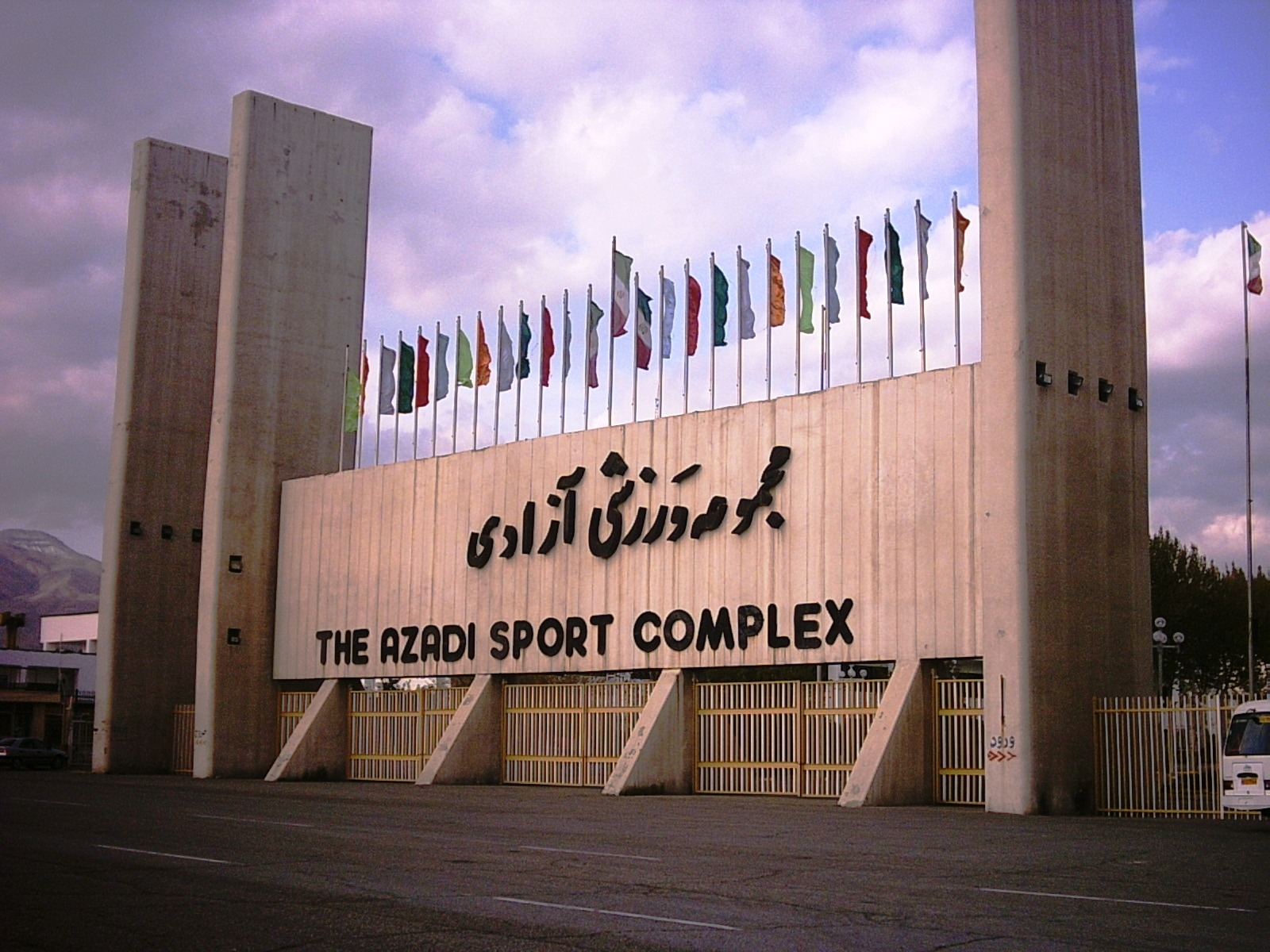
بوابة ملعب آزادي
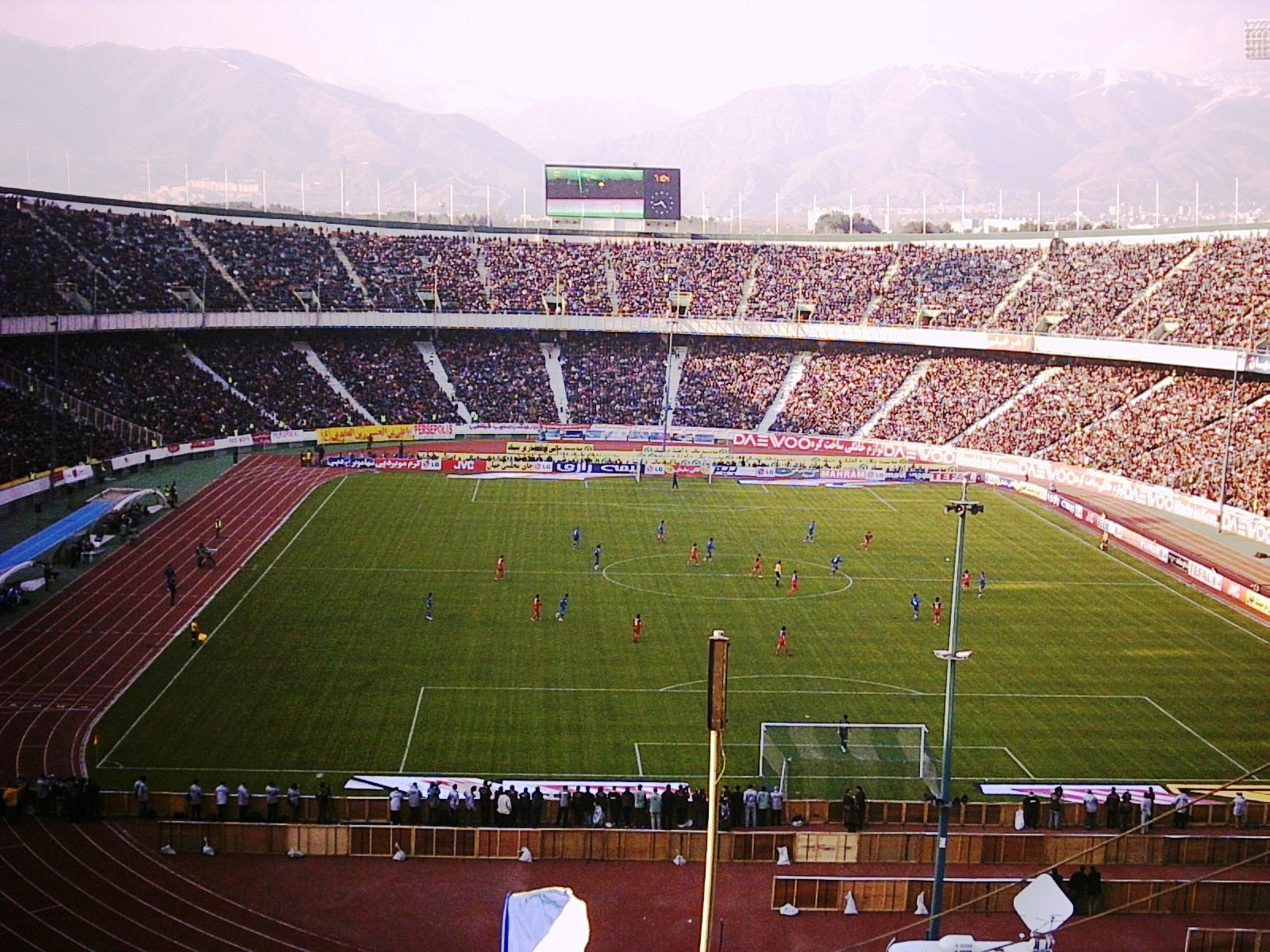
صورة عامة عن ملعب آزادي
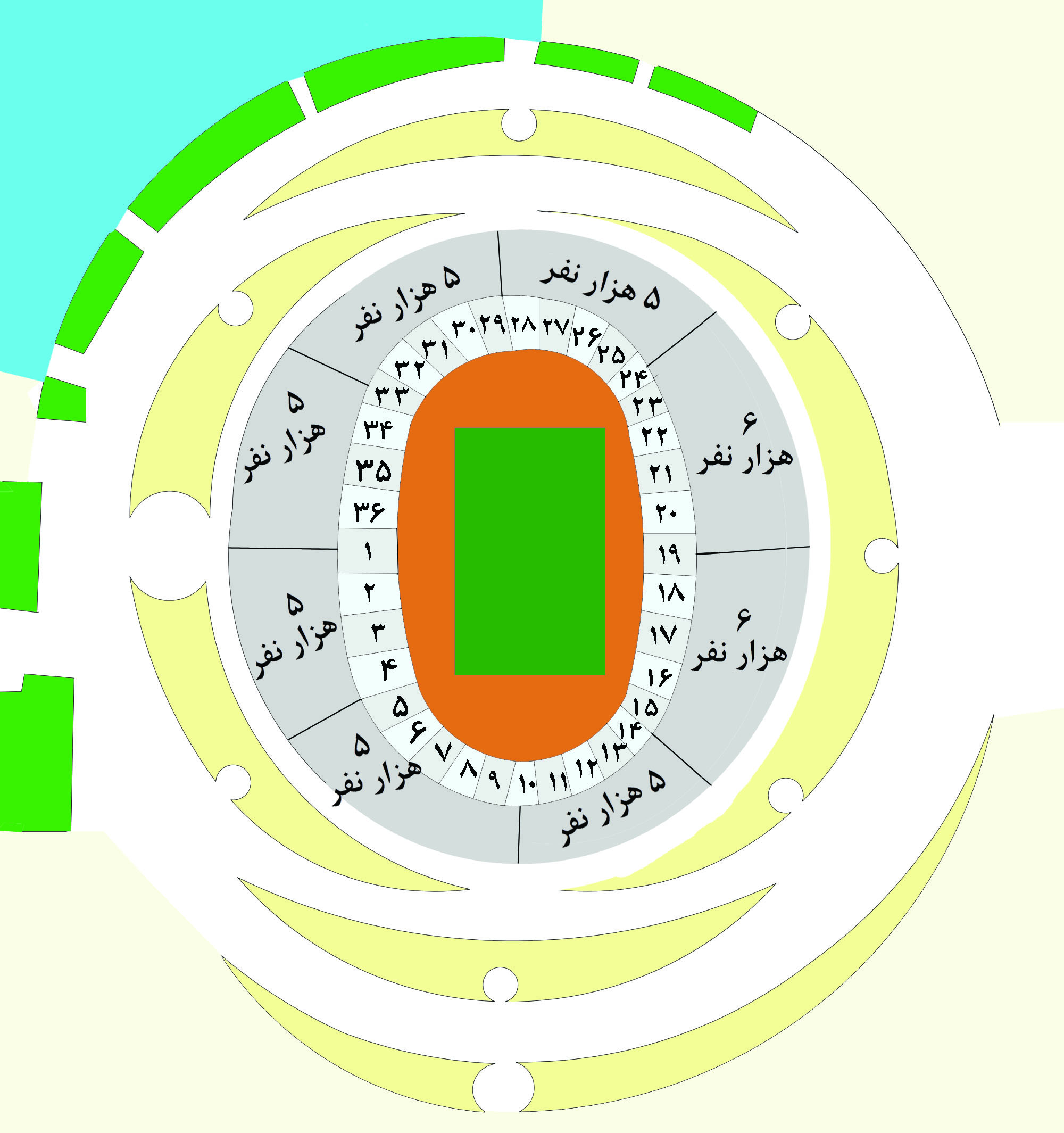
خارطة ملعب آزادي.
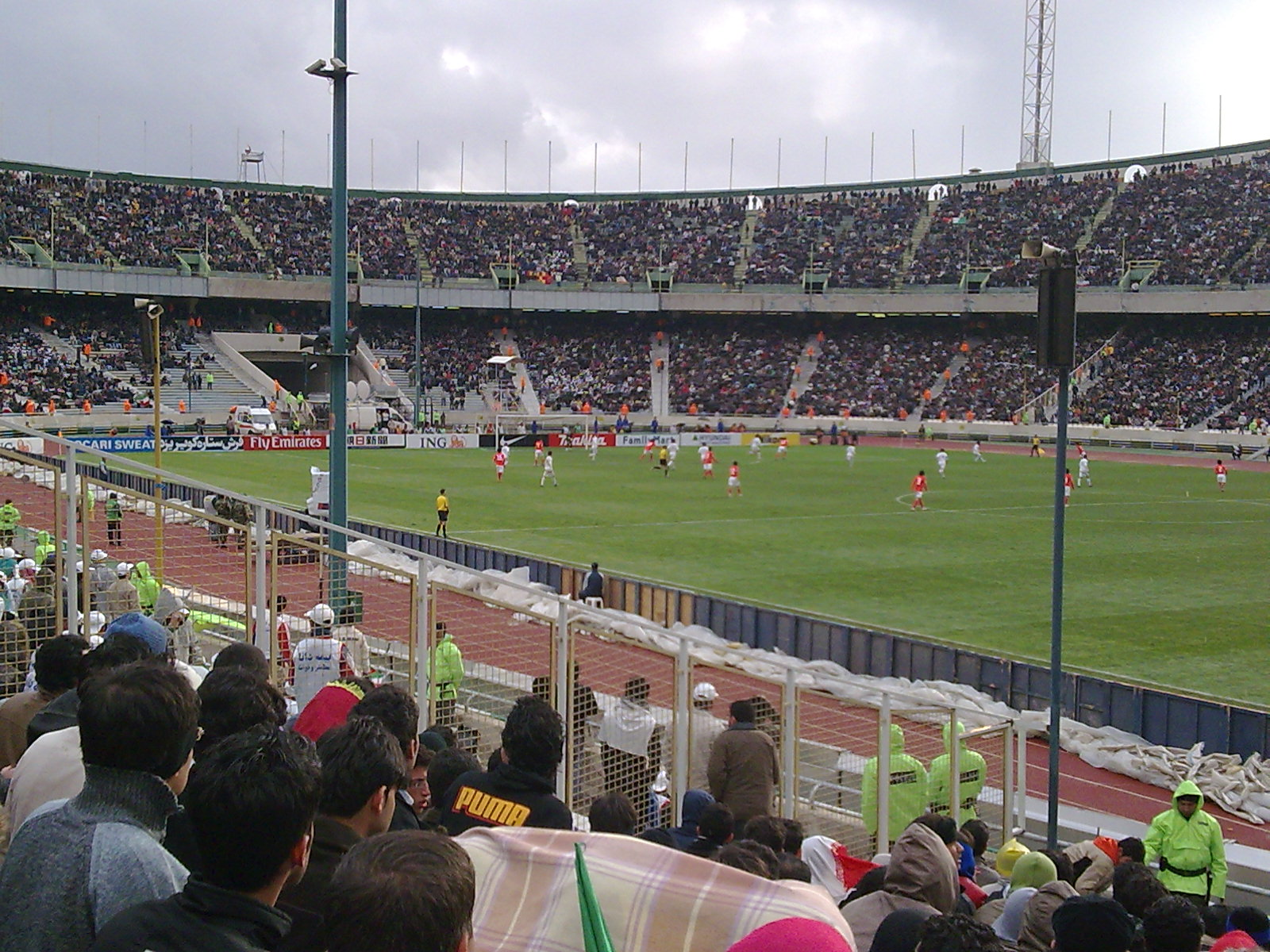
مباراة إيران وكوريا الجنوبية بتصفيات كأس العالم 2010.
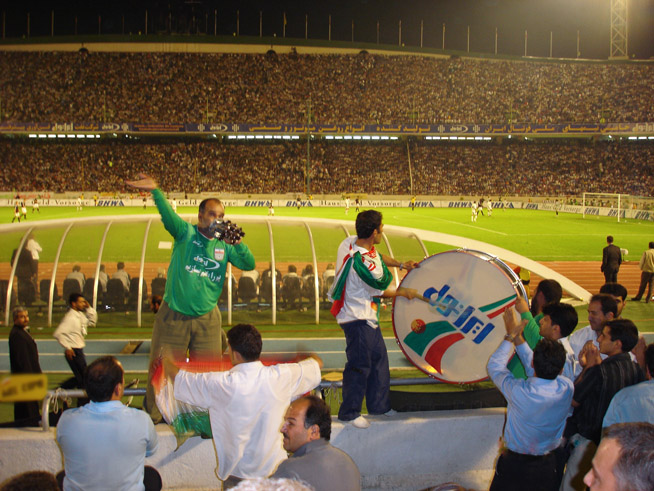
الجمهور الإيراني في مباراة ودية مع المنتخب الألماني بملعب آزادي.

## مواضيع ذات صلة
- منتخب إيران لكرة القدم